# ジェニー・ビーヴァン
ジェニー・ビーヴァン（Jenny Beavan、1950年11月15日 - ）は、イギリス・ロンドン出身の映画衣裳デザイナーである。
姓の発音はベヴァンに近い。

## 人物
78年のジェームズ・アイヴォリー作品に衣装を手がけると共に女優として登場。以来、映画、テレビ、舞台と活躍を始め、アイヴォリーの『ボストニアン』ではジョン・ブライト（John Bright）と共に手掛けて、アカデミー衣裳デザイン賞に初ノミネート。続く『眺めのいい部屋』で同賞を受賞し一躍脚光を浴び、以後はアイヴォリーの『モーリス』、『ハワーズ・エンド』、『日の名残り』を始め、『いつか晴れた日に』、『アンナと王様』、『ゴスフォード・パーク』、『英国王のスピーチ』といった時代物で候補となり、『マッドマックス 怒りのデス・ロード』で2度目の受賞を果たした。
オペラ、オペレッタの衣装も手掛け、日本でも上演された英国ロイヤル・オペラ公演『カルメン』も手がけている。舞台では、ウェストエンド公演が評判となり、ブロードウェイでも上演されたハワード・デイヴィス演出、ノエル・カワード作『私生活』が2002年トニー賞衣装賞にノミネートされた。

## 主な作品
- マハラジャ・優雅なる苦悩 Hullaballoo over Georgie and Bonnie's Pictures (1978) 日本はテレビ放映・ビデオ発売
- マンハッタンのジェイン・オースティン Jane Austen in Manhattan (1980) 日本はビデオ発売・テレビ放映のみ
- ボストニアン The Bostonians (1984)
- 眺めのいい部屋 A Room with a View (1985)
- モーリス Maurice (1987)
- ハワーズ・エンド Howards End (1992)
- スウィング・キッズ Swing Kids (1993)
- 日の名残り The Remains of the Day (1993)
- ジェファソン・イン・パリ/若き大統領の恋 Jefferson in Paris (1995)
- いつか晴れた日に Sense and Sensibility (1995)
- ジェイン・エア Jane Eyre (1996)
- エバー・アフター Ever After (1998)
- ムッソリーニとお茶を Tea with Mussolini (1999)
- アンナと王様 Anna and the King (1999)
- ゴスフォード・パーク Gosford Park (2001)
- 抱擁 Possession (2002)
- アレキサンダー Alexander (2004)
- カサノバ Casanova (2005)
- ブラック・ダリア The Black Dahlia (2006)
- アメイジング・グレイス Amazing Grace (2006)
- シャーロック・ホームズ Sherlock Holmes (2009)
- 英国王のスピーチ The King's Speech (2010)
- モネ・ゲーム Gambit (2012)
- チャイルド44 森に消えた子供たち Child 44 (2014)
- マッドマックス 怒りのデス・ロード  Mad Max: Fury Road  (2015)
- クルエラ Cruella (2021)